# Żankiel zwyczajny
Żankiel zwyczajny (Sanicula europaea L.) – gatunek rośliny należący do rodziny selerowatych. Występuje niemal w całej Europie, w północno-zachodniej Afryce oraz w zachodniej Azji (Azja Mniejsza, Kaukaz, Iran, Kazachstan, Ałtaj i w południowo-zachodniej Syberii). W Polsce roślina rozpowszechniona, pospolita zwłaszcza na południu, w niższych położeniach górskich, z kolei rzadsza na północnym wschodzie.

## Morfologia

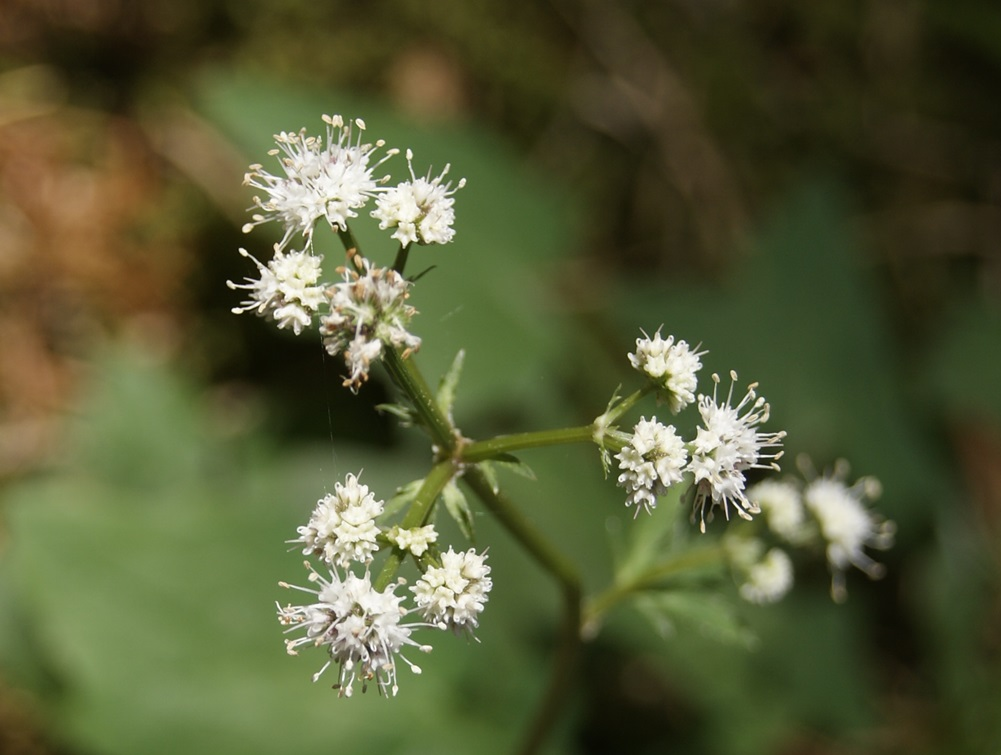
Kwiatostan

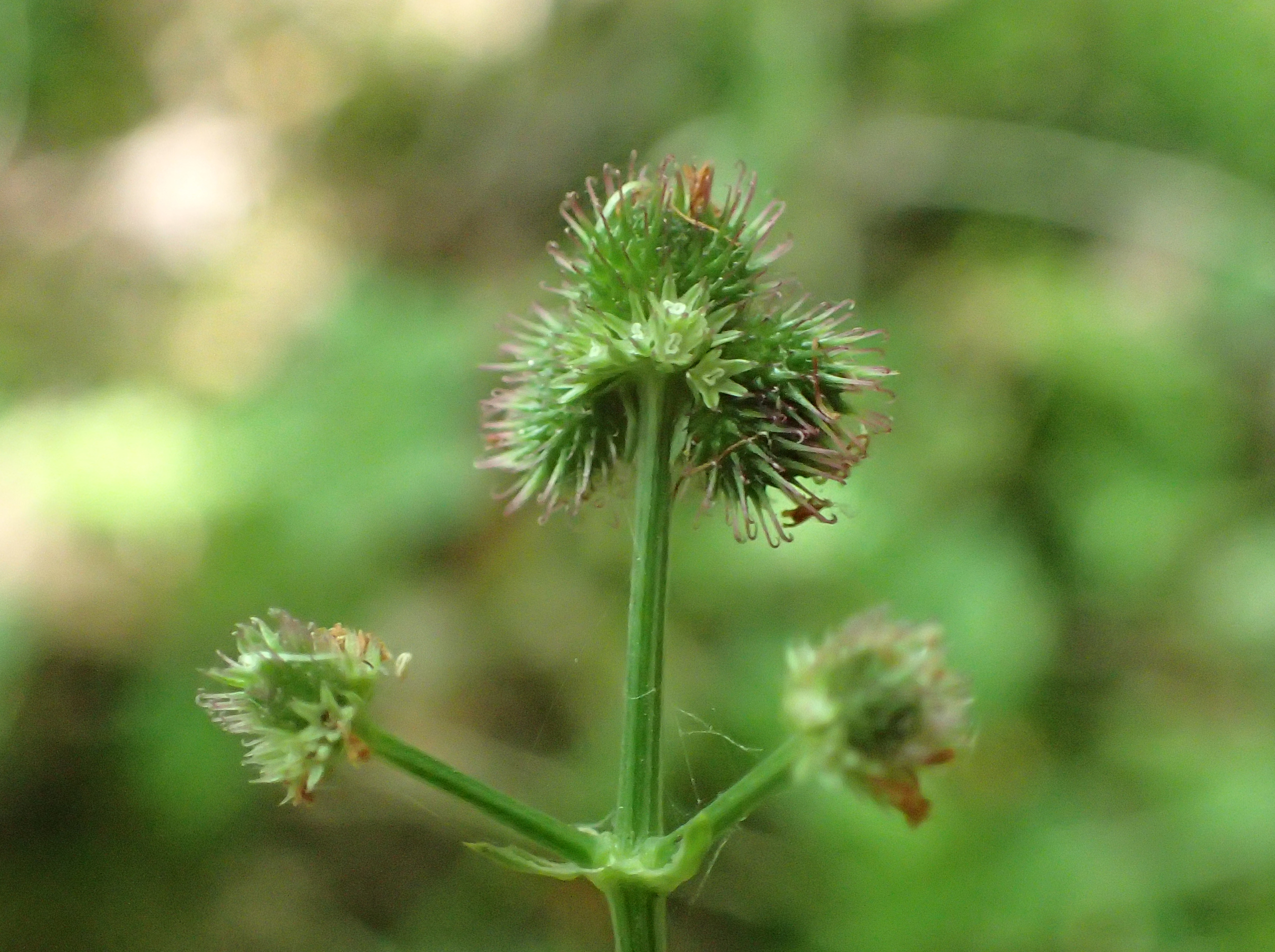
Owoce

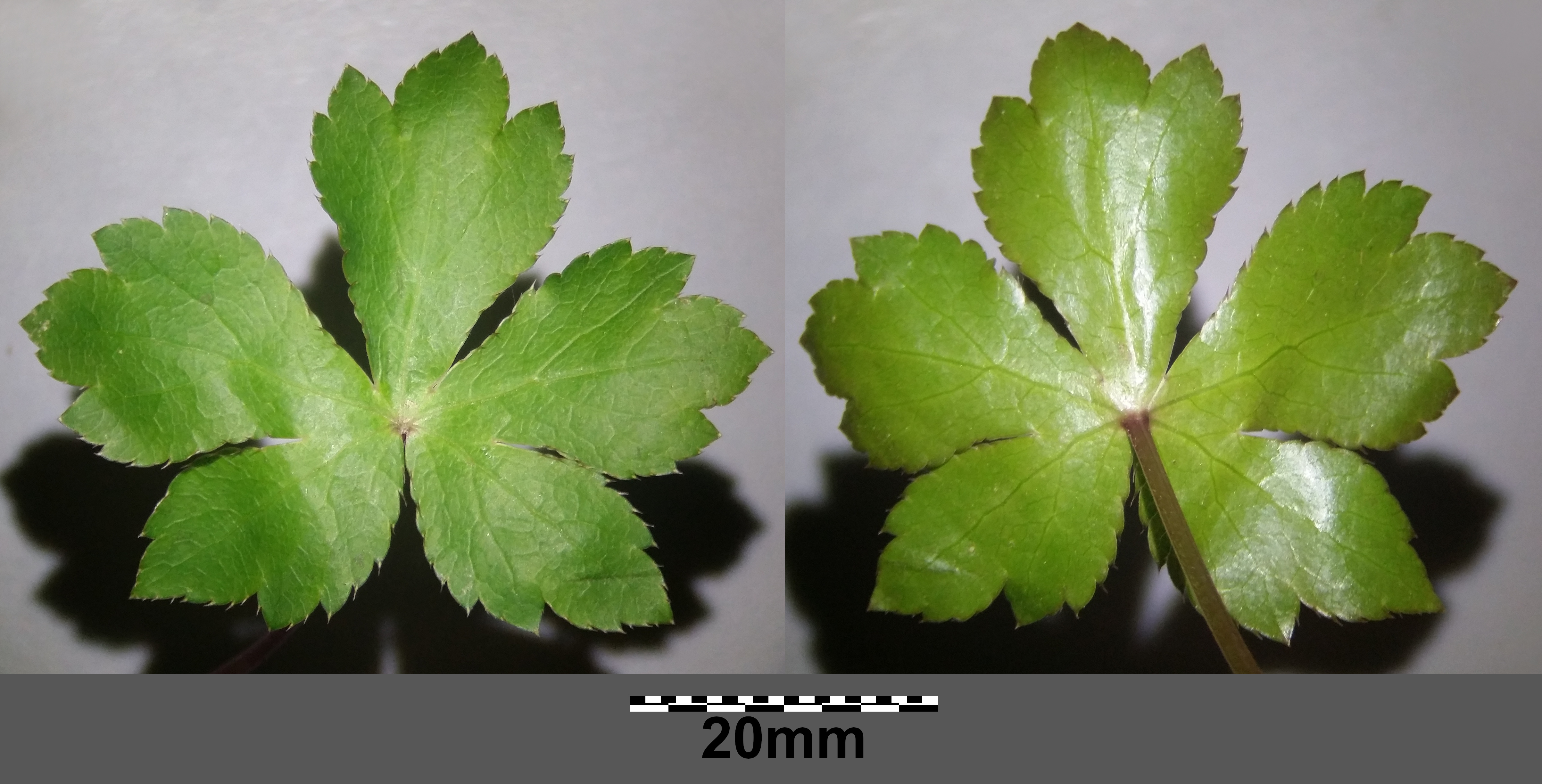
Liść

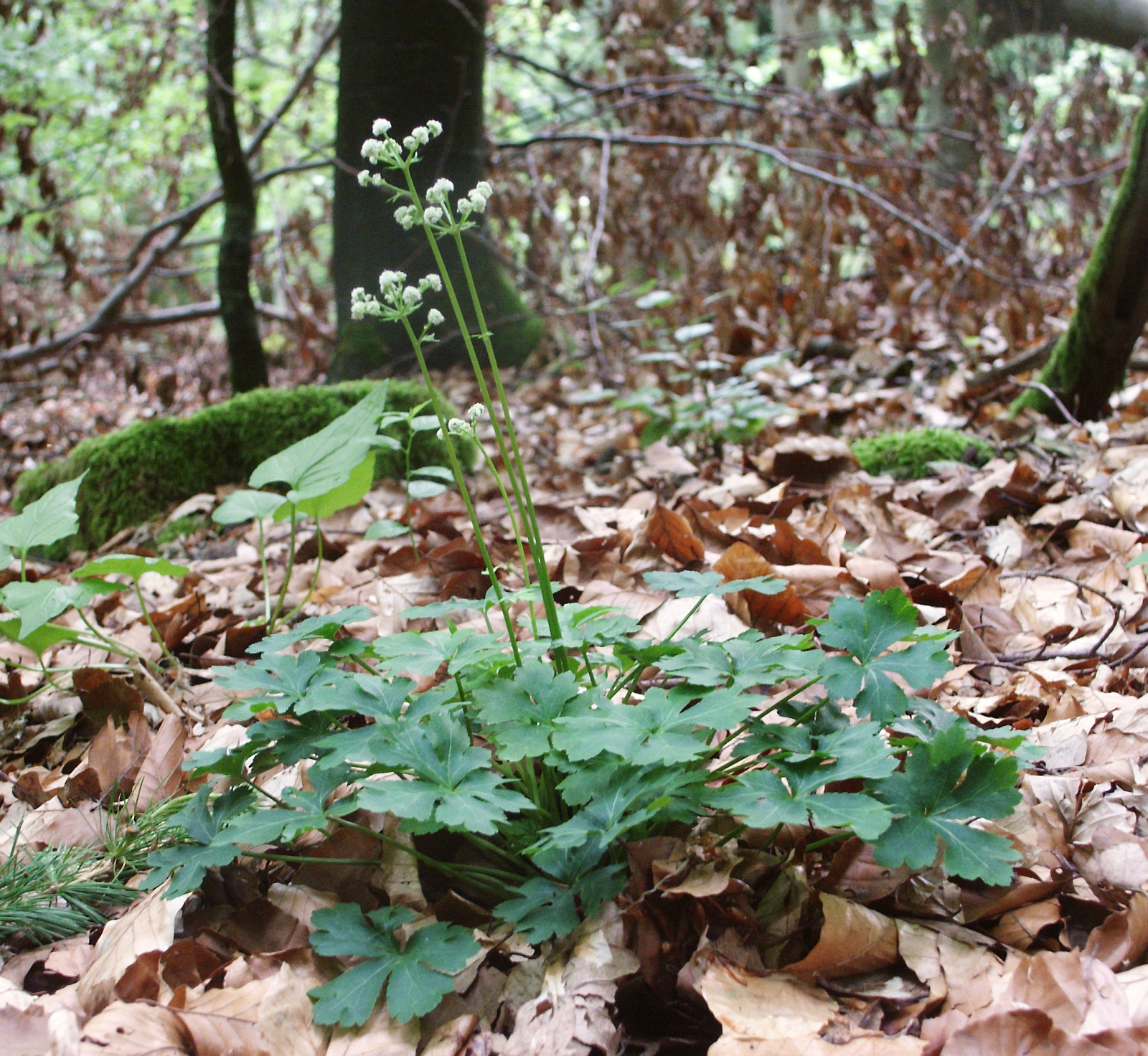
Pokrój

PokrójNaga roślina zielna o krótkim, skośnym kłączu okrytym włóknistymi i łuskowatymi szczątkami liści, z którego wyrasta łodyga wzniesiona, o wysokości od 20 do 120 cm, żeberkowana, bardzo słabo ulistniona (co najwyżej pojedynczy liść pod kwiatostanem).
LiścieLiście odziomkowe osadzone na długich ogonkach, z blaszką okrągławo sercowatą, o długości do 6 cm i szerokości do 10 cm, składającą się z 3–5 trójwrębnych odcinków u nasady klinowatych, na brzegu ząbkowanych, z ząbkami kończącymi się krótkim ostrzem. Na brzegu owłosione, poza tym nagie.
KwiatyZebrane w baldachy złożone na szczycie łodygi, wsparte podsadkami (pokrywami). Główkowate baldaszki wsparte są 4–8 równowąskimi pokrywkami, składają się z krótkoszypułkowych promienistych, 5-krotnych, drobnych kwiatów o białych lub różowych płatkach korony. Kielich z wąskimi i ostrymi ząbkami ok. 1 mm długości. Słupek ze spłaszczoną zalążnią z dwiema szyjkami, zwykle zwijającymi się i odgiętymi. Pręcików 5.
OwoceZ każdego kwiatu powstają dwie kulistawo-jajowate rozłupki o długości 4-5 mm, pokryte haczykowatymi szczecinkami.

## Biologia i ekologia
Bylina, hemikryptofit. Kwitnienie trwa od maja do lipca. Przeważnie przedprątne kwiaty, zapylane przez drobne owady. Owoce dzięki haczykom przyczepiają się do sierści zwierząt i ubrań ludzi (zoochoria). 
Roślina występuje w cienistych lasach liściastych i zaroślach. Preferuje gleby zasobne w wapń i umiarkowanie wilgotne. W klasyfikacji zbiorowisk roślinnych gatunek charakterystyczny dla rzędu (O.) Fagetalia. W polskich górach rośnie do 1100–1200 m n.p.m.

## Zastosowanie
Gatunek wykorzystywany był jako roślina lecznicza. Ziele i liście (Herba Saniculae) stosowane były w medycynie ludowej. Zawierają saponiny, garbniki, olejki eteryczne. Stosowano je przeciwko krwawieniom i jako środek przyspieszający gojenie ran.